# سلايم رانشر
سلايم رانشر هي لعبة فيديو مغامرات لمحاكاة حياة منظور شخص أول. تم تطويرها ونشرها بواسطة نومي بارك. تم إصدار اللعبة كعنوان وصول مبكر في يناير 2016، مع إصدار رسمي على أنظمة تشغيل الويندوز وماك أو إس ولينكس وإكس بوكس ون في 1 أغسطس 2017. تم إصدار إصدار بلاي ستيشن 4 في 21 أغسطس 2018، وتم إصدار إصدار نينتيندو سويتش في 11 أغسطس 2021. تم إصدار محتوى قابل للتحميل المعروف باسم حزمة الأنماط السرية في 18 يونيو 2019. تم تعيين تكملة، سلايم رانشر 2، ليتم إصدارها في عام 2022 لنظامي التشغيل الويندوز وإكس بوكس سيريس إكس وسيريس إس.

## اللعب
تُلعب اللعبة في عالم مفتوح ومن منظور الشخص الأول. يتحكم اللاعب في شخصية تدعى بياتريكس ليبو، وهي مربية مزرعة تنتقل إلى كوكب بعيد عن الأرض يسمّى المدى البعيد ليعيش حياة «مُزارع السلايم»، والتي تتكون من بناء مزرعتها واستكشاف عالم المدى البعيد من أجل جمع، وتربية، وإطعام، وتكاثر السلايم. السلايم كائنات حيّة هلامية ذات أحجام وخصائص مختلفة.
يدور الجانب الاقتصادي الرئيسي للعبة حول تغذية السلايم بالعناصر الغذائية المناسبة حتى ينتجوا «بلورات»، والتي يمكن بيعها بعد ذلك مقابل نيوبكس، والتي تُستخدم لشراء ترقيات لمعدات المزارع أو مباني المزرعة. يقوم اللاعب بتحريك الشخصية حول مجموعة متنوعة من البيئات ويمكنه جمع السلايم والمواد الغذائية والبلورات عن طريق امتصاصها بأداة التفريغ الخاصة بهم تسمّى التعبئة بالإفراغ. يمكنهم فقط تخزين عدد محدود من العناصر وأنواع العناصر في وقت واحد ويجب عليهم العودة إلى مزرعتهم لتفريغ العناصر التي تم جمعها قبل التمكن من جمع المزيد. يجب على اللاعب شراء وترقية العبوات المختلفة لإيواء السلايم والمزارع التي تم جمعها لتخزين طعامهم. يمكن أن تكون الترقيات أيضًا ترقيات جمالية لمنزل الشخصية، أو للتعبئة بالإفراغ، أو للمزرعة نفسها.
يمكن دمج أنواع مختلفة من السلايم وتكبيرها عن طريق تغذية سلايم سلايم من فصيلة أخرى، مما يجعلها أكبر بشكل ملحوظ وقادرة على إنتاج نوعين (المعروفين باسم «لارغو» في اللعبة). ومع ذلك، إذا كان السلايم يجمع بين أكثر من ثلاث سمات من خلال تناول قطعة ثالثة مختلفة عن أي نوع من أنواع السلايم التي تم دمجها معها، فإنها تصبح طينًا أسود عدوانيًا خبيثًا يسمى «تار»، يلتهم كل السلايم الآخر من حوله بالإضافة إلى كونه قادرًا لإلحاق الضرر باللاعب. يمكن للاعب ضخ المياه العذبة من البرك والينابيع لرش وتحطيم التار.
هناك أنواع مختلفة من السلايم في اللعبة، والتي تختلف جميعها عن السمات الصغيرة مثل الأذنين والأجنحة والذيل البسيطة، إلى القدرة على النقل الفوري أو الاستيلاء على الدجاج عبر كرمة تخرج من الأرض. بعض أنواع السلايم المتاحة في اللعبة تشمل، سهل الانقياد (غير وحشي)، ضار، غير صالح للزراعة، وحشي. تحتوي معظم أنواع السلايم أيضًا على نسخة غوردو من نفسها. تم العثور على هذه عبر المدى البعيد. يمكن للاعبين إطلاق النار عليهم حتى تنفجر، وذلك للحصول على نسخ عادية من سلايم غوردو. عندما تنفجر، فإنها تنتج أيضًا صناديق تحتوي على نهب عشوائي بالإضافة إلى أما ناقل عن بعد أو «مفتاح سلايمي» يسمح بالوصول إلى مناطق جديدة أو التنقل السريع بين المناطق المعروفة.

## التطوير
بدأ تطوير سلايم رانشر في شقة بوبوفيتش. نظرًا لأن بوبوفيتش كان فنانًا ومصممًا وليس مبرمجًا، فقد اعتمد على كود الآخرين لإنشاء نموذج أولي للعبة. قام في النهاية بتجنيد المدير الفني مايك توماس للمساعدة في البرمجة. لقد عملوا على اللعبة لمدة 8 ساعات في اليوم، وهي ممارسة استخدمها بوبوفيتش مع موظفي مونومي بارك لتجنب الأزمة.
كان من المقرر في البداية دخول اللعبة في وقت مبكر بعد عام، ولكن تأخرت ستة أشهر. 

## الاستقبال
| سلايم رانشر، الوصول المبكر                                       |        |
| ---------------------------------------------------------------- | ------ |
| نتائج المراجعة نشرة نقاط غيمز موجو [ 16 ] كين غيمر 8.3/10 [ 17 ] |        |
| نتائج المراجعة                                                   |        |
| نشرة                                                             | نقاط   |
| غيمز موجو                                                        | [ 16 ] |
| كين غيمر                                                         | 8.3/10 |

| سلايم رانشر |                                                                   |
| --- | ----------------------------------------------------------------- |
| مجموع النقاط المجموع نقاط ميتاكريتيك الكمبيوتر الشخصي: 81/100 [ 18 ] إكس بوكس ون: 80/100 [ 19 ] بلاي ستيشن 4: 69/100 [ 20 ] نتائج المراجعة نشرة نقاط دستركتويد 8.5/10 [ 21 ] غيم إنفورمر 8.5/10 [ 22 ] بي سي غيمر (المملكة المتحدة) 65% [ 23 ] نيو غيم نيتورك 77/100 [ 24 ] |                                                                   |
| مجموع النقاط |                                                                   |
| المجموع | نقاط                                                              |
| ميتاكريتيك | الكمبيوتر الشخصي: 81/100 إكس بوكس ون: 80/100 بلاي ستيشن 4: 69/100 |
| نتائج المراجعة |                                                                   |
| نشرة | نقاط                                                              |
| دستركتويد | 8.5/10                                                            |
| غيم إنفورمر | 8.5/10                                                            |
| بي سي غيمر (المملكة المتحدة) | 65%                                                               |
| نيو غيم نيتورك | 77/100                                                            |

تلقى إصدار الوصول المبكر من سلايم رانشر مراجعات إيجابية بشكل عام. لاحظت هيذر الكسندرا من كوتاكو بعض الأخطاء، لكنها أعطت اللعبة مراجعة إيجابية، قائلة «أنا لست من محبي الألعاب ذات التنفيس ولكن عندما أعود إلى مزرعي المشرق والأبله في نهاية اليوم؟ لا يسعني إلا أن أبتسم على نطاق واسع مثل أصدقائي الصغار اللطيفين». [ك‍] منحها ستيف نيلسن من غيمز موجو 4.5 من أصل 5 نجوم، مشيرًا إلى أن «سلايم رانشر هي لعبة ممتعة ومسببة للإدمان، مع مقدمة ممتعة ومخلوقات لطيفة. تبدو رسومات نمط الرسوم المتحركة مذهلة كما أن طريقة اللعب ذكية ومليئة بالحيوية.»
حصل الإصدار الكامل من اللعبة على درجة 81/100 على ميتاكريتيك، حيث قال المراجعون إن لديها القدرة على إبقائك مدمنًا لساعات. قال المراجعون أيضًا أنه كان مريحًا ومريحًا، ولكنه متكرر تمامًا، وينجح في الاستفادة من الطبيعة الإدمانية لمحاكيات الزراعة.
بحلول مايو 2017، باعت اللعبة أكثر من 800000 نسخة. بحلول 28 فبراير 2019، باعت اللعبة مليوني نسخة. بحلول 13 يناير 2022، باعت اللعبة أكثر من 5 ملايين نسخة.

في جوائز اختيار لأفضل لعبة لعام 2017 من غيم إنفورمر، تعادلت اللعبة إلى جانب فورزا موتورسبورت 7 عن «أفضل لعبة مايكروسوفت»، بينما احتلت المركز الثاني عن فئة «أفضل لعبة محاكاة».  كما منحها الموقع أيضًا جائزة الفئة الأخيرة في جوائز أفضل عام 2017.

### الجوائز
| السنة | الجائزة                                              | الفئة                         | النتيجة |
| ----- | ---------------------------------------------------- | ----------------------------- | ------- |
| 2017  | جوائز عصا التحكم الذهبية                             | أفضل لعبة مستقلة لأول مرة     | رُشِّح     |
| 2017  | جوائز عصا التحكم الذهبية                             | أفضل لعبة مستقلة              | رُشِّح     |
| 2017  | جوائز اللعبة 2017                                    | لعبة لأول مرة                 | رُشِّح     |
| 2018  | جوائز الأكاديمية الوطنية لمراجعي تجارة ألعاب الفيديو | لعبة، حركة أصلية              | رُشِّح     |
| 2018  | جوائز الأكاديمية الوطنية لمراجعي تجارة ألعاب الفيديو | لعبة، محاكاة                  | رُشِّح     |
| 2018  | حفل توزيع جوائز الألعاب البريطانية الرابع عشر        | أفضل لعبة إكس بوكس لهذا العام | رُشِّح     |

## روابط خارجية
- الموقع الرسمي